# "Solo" è solo una parola
"Solo" è solo una parola è un singolo del cantautore italiano Tiziano Ferro, pubblicato il 2 febbraio 2018 come sesto estratto dal sesto album in studio Il mestiere della vita.

## Descrizione
Nonostante il brano sia stato riarrangiato e incluso in una nuova chiave urban nella ristampa dell'album da cui viene estratto, la versione scelta per la rotazione radiofonica è quella originale. Tiziano Ferro ne firma sia il testo che la musica.

## Video musicale
Il videoclip, diretto da Gaetano Morbioli e presentato in anteprima il 1º febbraio dall'edizione serale del TG2, vanta la partecipazione dell'attrice italiana Violante Placido. È stato pubblicato il giorno seguente attraverso il canale YouTube di Ferro.

## Classifiche
| Classifica (2017) | Posizione massima |
| ----------------- | ----------------- |
| Italia            | 64                |